# Nizam
Nizam al-Mulk (arabisch: نظام الملك; im Deutschen auch N[e]isam) ist der Titel der islamischen Herrscher des Fürstenstaats Hyderabad in Indien, der von 1724 bis 1949 bestand.

## Aufkommen des Titels
Der Titel Nizam al-Mulk (von arabisch نظام الملك, DMG Niẓām al-Mulk ‚Ordnung der Herrschaft‘) wurde erstmals im 11. Jahrhundert von den Seldschuken-Sultanen von Bagdad, Alp Arslan und Malik Shah, an ihren Großwesir Abu Ali al-Hasan verliehen. In Urdu taucht er erstmals um 1600 auf.

## Nizam von Hyderabad
Der erste Nizam-ul-Mulk, Asaf Jah I. (1671–1748), der große Teile Südindiens als Statthalter der Großmoguln verwaltete, regierte zeitweise auch das gesamte Mogulreich für dessen nominellen Herrscher in den Jahren von 1713 bis 1721. Nach dem Tode Aurangzebs (1707) und dem daraufhin erfolgenden Zerfall des Mogulreiches wurde seine Herrschaft in Hyderabad 1724 als Eigentum der Asaf-Jahi-Dynastie eigenständig und hatte bis zur indischen Unabhängigkeit Bestand.
Der Nizam von Hyderabad war einer von nur fünf fürstlichen Herrschern in Britisch-Indien, und unter diesen der ranghöchste, denen bis zum Ende der britischen Herrschaft ein Salut von 21 Kanonenschüssen zustand.
Der letzte regierende Nizam von Hyderabad, Asaf Jah VII., muslimischer Herrscher einer mehrheitlich hinduistischen Bevölkerung, wollte zwar seine Unabhängigkeit bewahren oder dem islamisch geprägten Staat Pakistan beitreten, doch die indische Armee besetzte sein Herrschaftsgebiet im Rahmen der „Operation Polo“ im September 1948.
Seit Asaf Jah III. (1768–1829) sind alle Nizams von Hyderabad in den königlichen Gräbern der Mekka-Moschee in der Nähe des Charminar in Hyderabad beigesetzt.

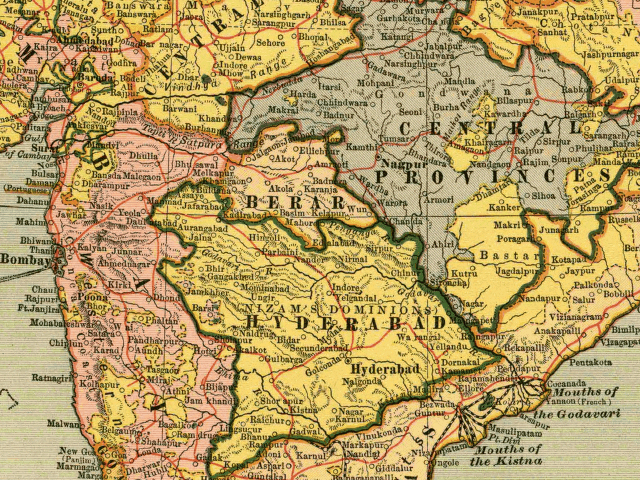
Karte von Hyderabad (1903)
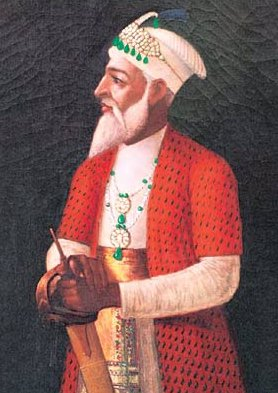
Asaf Jah I., der erste Nizam
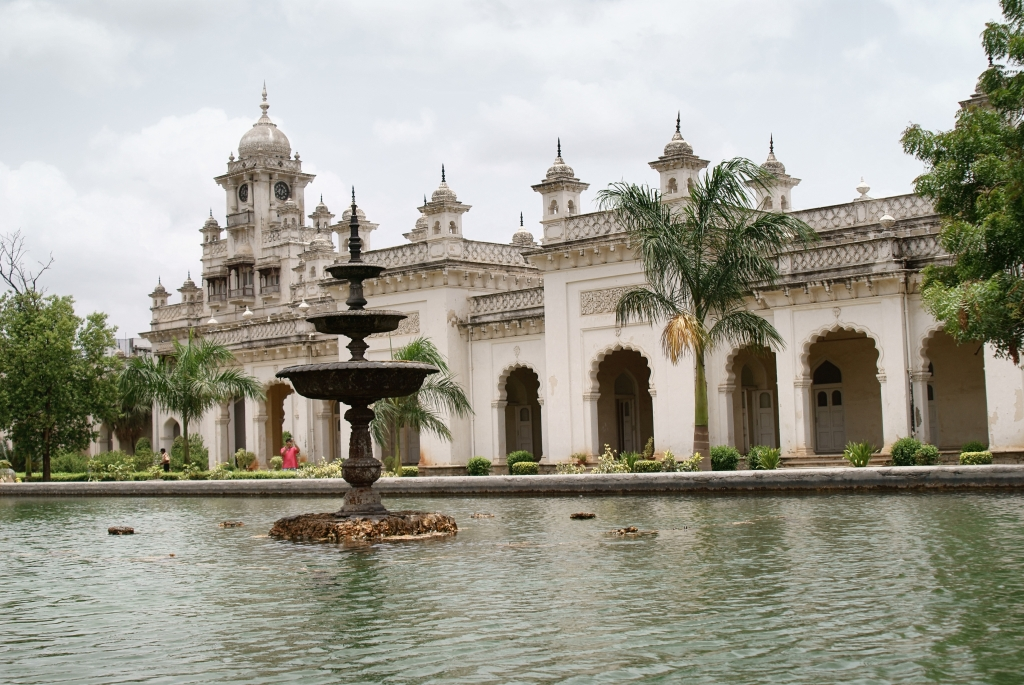
Der Chowmahalla-Palast des Nizam in Hyderabad
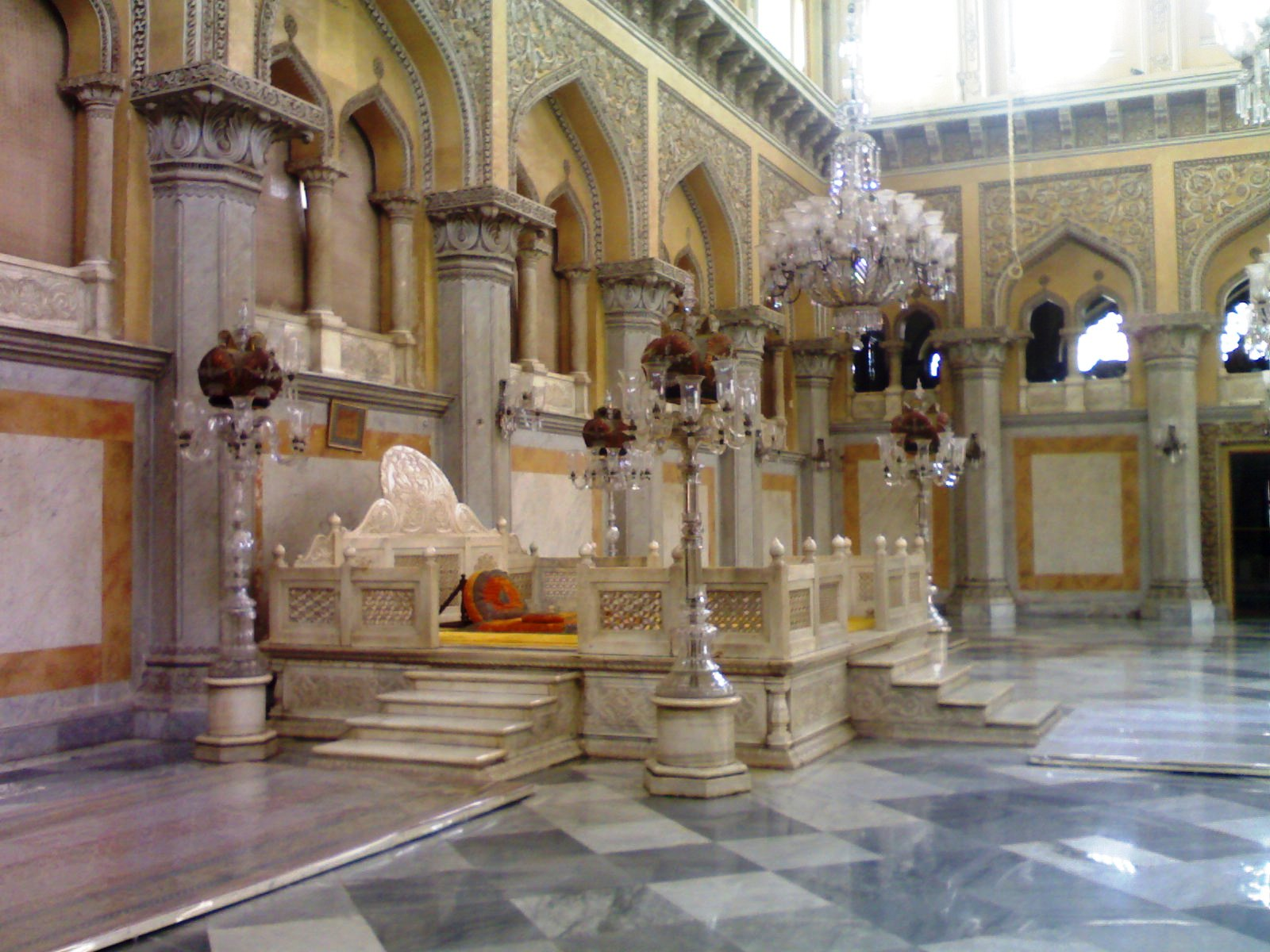
Thron des Nizam im Chowmahalla-Palast, Hyderabad
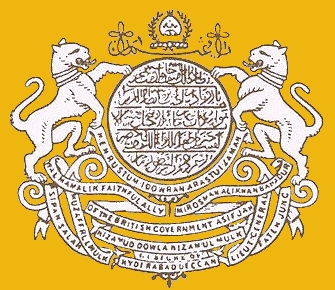
Wappen des fürstlichen Staates Hyderabad